# Ray Gun
Ray Gun foi uma revista norte-americana de Rock alternativo, iniciada em 1992 em Santa Monica, California. Dirigida pelo fundador e diretor de arte David Carson, Ray Gun fez experiências revolucionárias no design tipográfico das revistas, desenvolvendo um estilo caótico que explorava os limites da legibilidade tipográfica. De 1992 até 2000, 60 números da Ray Gun foram produzidos, lançando artistas como Bjork, David Bowie, Radiohead, Iggy Pop, PJ Harvey, Kate Bush e Cocteau Twins.
Em comparação com as demais revistas que abordavam os temas de música, Rock and roll e cultura jovem contemporâneas, a Ray Gun estava relacionada à direção de arte que poderia ser considerada revolucionária por buscar o incomum em cada proposta visual, cada página de conteúdo, abrindo espaço também para experimentações de ilustração e fotografia incomuns em outras revistas.

## História
A Ray Gun surgiu em Los Angeles, na década de 1990, criada por Marvin Jarrett, ex-editor da revista Creem. O nome é uma alusão à um verso da música Moonage Daydream de David Bowie e também, acidentalmente, se conecta à proposta do artista Claes Oldenburg de renaming/reshaping da cidade de Nova York no início dos anos 1960. Marvin Jarret inicialmente recrutou para a elaboração da revista o designer David Carson e o editor Neil Feineman, que haviam trabalhado juntos na revista Beach Culture, porém Feineman abandonou o projeto após divergências, só tendo participado das 3 primeiras edições.
A revista mensal cresceu rapidamente para uma circulação de mais de 120.000 exemplares, passando a ser distribuída internacionalmente. No entanto, perdeu força no início do ano 2000, após problemas financeiros que não vieram especificamente à público. Carson já não estava mais envolvido com a revista nesta altura.

## Design Gráfico
O design da Revista Ray Gun pode ser compreendido dentro do movimento do desconstrutivismo, que pode ser chamado também de "design grunge". Tal movimento diverge das correntes estilísticas do design do modernismo, representado pelas editorações de Josef Müller-Brochmann, por exemplo; do construtivismo, do movimento Bauhaus e da Nova Tipografia, que buscavam a simplicidade, minimalismo e geometria, baseadas em grids (grades geométricas nas quais o corpo do texto, imagens, legendas e outros elementos são encaixados com harmonia milimétrica em projetos editoriais), à serviço da compreensão e universalidade. Parâmetros de ergonomia visual (tais como legibilidade, alinhamento, clareza, redundância, etc.) para projetos editoriais que surgiram desses movimentos são considerados clássicos e fundamentais, o que destacava o impacto da existência de uma corrente que caminhava no sentido oposto, nos anos 1990.

Logo da Banda Sex Pistols.

No trabalho gráfico do diretor de arte David Carson, outras funções, que não dizem respeito às tradicionais, são apresentadas. O que se buscava era  representar graficamente a música alternativa e se comunicar com seu público alvo exclusivamente sem a ambição de atingir a universalidade de múltiplos segmentos de pessoas.
Carson declarou que suas referências para o design da revista partiam de subculturas, televisão, filmes e propagandas, mais do que seu conhecimento na área de design em si.
Tipografias punks dos anos 1970 como a do logotipo dos Sex Pistols, letras de recorte de jornal misturadas usadas em cartas anônimas, e o artista Mark Rothko, são alguns exemplos de influências.

### O Design
Com o advento da Ray Gun, o design editorial passou a ser visto não como uma ciência capaz de dar forma ao conteúdo verbal, mas como a própria linguagem, que se expressa visual e verbalmente.
A editoração da revista era caracterizada por páginas ricamente bagunçadas, pois não havia um grid (grade geométrica na qual corpo do texto, imagens, legendas e outros elementos são encaixados com harmonia milimétrica em projetos editoriais) por detrás delas. O grid era subvertido e os elementos colocados de maneira completamente diferente em cada página de conteúdo, expressando uma disrupção de preconcepções sobre como e onde o relacionamento entre título, legenda de fotos, corpo do texto, imagem e margem deveria ser estabelecido. Muitas vezes os títulos das matérias ou da capa ficavam e corpo muito pequeno e era necessário procurar por eles enquanto que havia grandes palavras irrelevantes ocupando o espaço da página. Os espaços em branco eram extremamente valorizados e explorados. Carson declarou que tudo era visceralmente intuitivo.
No quesito das palavras do conteúdo, ocorria o que foi acunhado de Tipographic Play, uma mudança constante de tamanhos de caracteres e de fontes, letras partidas ao meio, sobreposição e omissão de palavras importantes, uso de fontes customizadas não usuais e de fontes caligráficas desenhadas por ilustradores.  As letras se tornavam arte e ideais como kerning, leading e spacing, uniformidade de ascendentes e descendentes, a consistência de linhas de base e de altura eram postos em segundo plano. É importante ressaltar a influência da tipografia grunge emergente, que surgia em artes gráficas provenientes desse estilo musical, ao mesmo tempo em que se observa a enorme contribuição da revista e de David Carson para esse gênero tipográfico em si.
Os layouts brilhantes, desafiadores e confusos e jogos com as tipografias por vezes dificultavam a legibilidade das matérias, porém isso era algo positivo, pois funcionava como um jogo para os leitores decifrarem o conteúdo, como se fosse necessária uma reflexão, elaboração crítica para entender suas nuances. Apesar disso também havia momentos em que não se era possível compreender o design, e isso era intencional: em determinada edição da revista, por não ter gostado de um artigo sobre Bryan Ferry, David o editou na fonte Zapf Dingbats, que tem símbolos como caracteres. Toda a reportagem ficou completamente ilegível. Para ele, não era necessário conhecer as regras para quebrá-las e se deveria parar de confundir legibilidade com comunicação.
Uma das mais radicais áreas de conteúdo da Ray Gun era a Sound In Print, onde os leitores recebiam de seis a oito páginas repletas de ilustrações de letras de músicas, enviadas por artistas à revista, interpretadas como uma forma música impressa. Dessa maneira, a Ray Gun existia como uma popular revista de arte, juntamente à cobertura de cena musical.
  
  
Todo esse conjunto de características visuais que se apresentam pode ser visto como um estilo, ou melhor, como o core concept (algo como "coração conceitual") da Ray Gun. O teórico Lewis Blackwell pontuou que:
A tendência de ver isso como 'estilo' é resultado de ver grande variação como claro ponto de diferença, uma posição que se opõe à uniformidade e regras caracterizando a maior parte de seus layouts. 
David Carson preferia o termo core concept à "estilo" pois dizia que: 
É visceralmente intuitivo, não há regras claras e por isso não é como um estilo que pode ser seguido.
Contudo, também disse em uma entrevista que: 
Há um certa previsibilidade na sua imprevisibilidade.
Portanto havia um constante esforço em tentar explorar ao máximo novas ideias e possibilidades, como se houvesse um rebranding da revista a cada nova edição, até mesmo porque com o sucesso da revista, surgiram outras que tentavam imitar a autenticidade da Ray Gun.

## Público Alvo
As escolhas estéticas da revista se dão em função do tema abordado, mas principalmente em razão do público alvo para a qual era destinada, um nicho específico da geração x. A Eye Magazine fez as seguintes declarações:
Carson criou um sucesso gerenciando visualmente para comunicar a essência da música alternativa. O objetivo do design gráfico aqui não é de comunicar com a maior audiência possível, usar convenções universalmente aceitas, mas para dialogar com um grupo de pessoas muito específico com uma cultura visual particular. Carson conseguiu isso desenvolvendo um dialeto visual que não é só compreendido, mas preferível à linguagem simples.
Caracterizando-o melhor:
Ela era a única revista na qual um obstinado indivíduo interessado por cultura poderia encontrar informações sobre música alternativa e estilo urbano que realmente importassem. Punk rock rasgou a música pop em pedaços e criou uma fome por um estilo de vida original para além da cultura de massa. 

## Tipografia grunge
Após o lançamento nos anos 1990, a Ray Gun, embora não tenha sido uma revista difundida na cultura de massa, fez muito sucesso no nicho que a conhecia, o que fez com que muitos designers gráficos ficassem obcecados com o trabalho de David Carson e a tipografia grunge. O panorama em que ela surgia era o do aumento da popularidade do Macintosh, lançado em 1984, que alterou permanentemente o cenário do design gráfico e da tipografia com a introdução dos softwares de editoração, fornecendo ferramentas que ampliavam as possibilidades de criação e expandiam a criatividade dos designers. Então, esses fatores culminaram numa grande difusão da tipografia grunge influenciada pela Ray Gun e por David Carson, que é considerado o seu fundador. Isso se refletiu, por exemplo, nas capas de álbuns de rock como Free World, do Pearl Jam, e Blink-182 (álbum), da banda de mesmo nome. Fontes clássicas grunges surgiram, como Hat Nguyen’s Droplet, Harriet Goren’s Morire, e Eric Lin’s Tema Cantante. A tipografia grunge era uma reação contra o design "superlimpo" em voga na década de 1990, tal qual o movimento punk e rock alternativo se constituíam em movimentos de contracultura.
Também surgiram muitas críticas à tipografia grunge, provenientes de designers mais conservadores como Massimo Vignelli, que, no documentário sobre a fonte Helvetica, expôs sua crença de que a tipografia deveria apenas comportar em si as palavras, nunca imprimir significado a elas, assim seriam elegantes e atemporais.
Nos anos 2000, o estilo grunge começou a desaparecer quando os olhos se cansaram da experimentação caótica e os projetos gráficos começaram a favorecer linhas limpas e simplicidade novamente.

## Lista parcial das revistas
| Número | Data                       | Cover                             |
| ------ | -------------------------- | --------------------------------- |
| 1      | Novembro 1992              | Henry Rollins                     |
| 2      | Dezembro 1992/Janeiro 1993 | R.E.M.                            |
| 3      | Fevereiro 1993             | Dinosaur Jr.                      |
| 4      | Março 1993                 | Frank Black                       |
| 5      | Abril 1993                 | Porno for Pyros                   |
| 6      | Maio 1993                  | PJ Harvey                         |
| 7      | Junho/Julho 1993           | Sonic Youth                       |
| 8      | Agosto 1993                | Iggy Pop                          |
| 9      | Setembro 1993              | Urge Overkill                     |
| 10     | Outubro 1993               | Teenage Fanclub                   |
| 11     | Novembro 1993              | Swervedriver                      |
| 12     | Dezembro 1993/Janeiro 1994 | L7                                |
| 13     | Fevereiro 1994             | Ministry                          |
| 14     | Março 1994                 | Morrissey                         |
| 15     | Abril 1994                 | Elvis Costello                    |
| 16     | Maio 1994                  | Alice in Chains                   |
| 17     | Junho/Julho 1994           | Perry Farrell                     |
| 18     | Agosto 1994                | Lush                              |
| 19     | Setembro 1994              | Jesus and Mary Chain              |
| 20     | Outubro 1994               | Kim Deal & J Mascis               |
| 21     | Novembro 1994              | Liz Phair                         |
| 22     | Dezembro 1994/Janeiro 1995 | Keith Richards                    |
| 23     | Fevereiro 1995             | Belly                             |
| 24     | Março 1995                 | Mudhoney                          |
| 25     | Abril1995                  | Pavement                          |
| 26     | Maio 1995                  | Beastie Boys                      |
| 27     | Junho/Julho 1995           | Björk                             |
| 28     | Agosto 1995                | Neil Young                        |
| 29     | Setembro 1995              | Flaming Lips                      |
| 30     | Outubro 1995               | David Bowie                       |
| 31     | Novembro 1995              | My Life with the Thrill Kill Kult |
| 32     | Dezembro/Janeiro 1996      | Sonic Youth                       |
| 33     | Fevereiro 1996             | Smashing Pumpkins                 |
| 34     | Março 1996                 | Cypress Hill                      |
| 35     | Abril 1996                 | Iggy Pop & Perry Farrell          |
| 36     | Maio 1996                  | Rage Against the Machine          |
| 37     | Junho/Julho 1996           | Soundgarden                       |
| 38     | Agosto 1996                | Yoko Ono                          |
| 39     | Setembro 1996              | Beck                              |
| 40     | Outubro 1996               | Tricky                            |
| 41     | Novembro 1996              | Mazzy Star                        |
| 42     | Dezembro 1996/Janeiro 1997 | Smashing Pumpkins                 |
| 43     | Fevereiro 1997             | Nine Inch Nails                   |
| 44     | Março 1997                 | David Bowie                       |
| 45     | Abril 1997                 | U2                                |
| 46     | Maio 1997                  | Chemical Brothers                 |
| 47     | Junho/Julho 1997           | Blur                              |
| 48     | Agosto 1997                | Wim Wenders & Michael Stipe       |
| 49     | Setembro 1997              | Björk                             |
| 50     | Outubro 1997               | Oasis                             |
| 51     | Novembro 1997              | Jane's Addiction                  |
| 52     | Dezembro 1997/Janeiro 1998 | Marilyn Manson                    |
| 53     | Fevereiro 1998             | Goldie                            |
| 54     | Março 1998                 | Radiohead                         |
| 55     | Abril 1998                 | Pulp                              |
| 56     | Maio 1998                  | Pearl Jam                         |
| 57     | Junho/Julho 1998           | Garbage                           |
| 58     | Agosto 1998                | Andy Warhol                       |
| 59     | Setembro 1998              | Prodigy                           |
| 60     | Outubro 1998               | Kiss                              |
| 61     | Novembro 1998              | Marilyn Manson                    |
| 62     | Dezembro 1998              | R.E.M.                            |
| 63     | Janeiro1999                | Beck                              |
| 64     | Fevereiro 1999             | Underworld                        |
| 65     | Março 1999                 | Shirley Manson                    |
| 66     | Abril 1999                 | Jamiroquai                        |
| 67     | Maio 1999                  | Eminem                            |
| 68     | Junho 1999                 | Jamiroquai                        |
| 69     | Julho 1999                 | Edward Furlong                    |
| 70     | Agosto 1999                | Red Hot Chili Peppers             |
| 71     | Setembro 1999              | Chris Cornell                     |
| 72     | Outubro 1999               | Missy Elliott                     |
| 73     | Novembro 1999              | Stone Temple Pilots               |
| 74     | Dezembro 1999/Janeiro 2000 | Nine Inch Nails                   |